# Tarsis
Le nom de Tarsis, Tharsis ou Tarshish, en hébreu תַּרְשִׁישׁ (taršîš), est évoqué dans l'Ancien Testament. 
C'est peut-être une ville située dans une contrée lointaine, là où les vaisseaux de Salomon allaient chercher des métaux précieux. On est incertain sur la position de cette contrée : on l'a identifié à Tarse en Cilicie, à Tartessos en Espagne (fondée par les Cariens et les Turdétans), au Zanguebar ou encore à Ophir. Le mot a aussi pu devenir synonyme, plus tardivement (en particulier dans le livre de Jonas), de « contrée très lointaine ».
Selon une autre hypothèse, ce terme peut signifier simplement « fonderie », les « vaisseaux de Tarsis » étant alors des navires desservant des mines. L'expression a aussi pu désigner, plus généralement, des « navires de haut bord » capables de naviguer jusqu'à Tarsis.

## Mentions dans la Bible
Le texte Massorétique de la bible contient 28 occurrences du nom Tarsis. Dans la plupart de ces références, le contexte fait de Tarsis le nom d'un pays, d'une ville ou d'un peuple, mais il apparaît aussi comme le nom d'un minéral ou d'une personne dans quelques cas.

### Comme pays, lieu, ville ou peuple
- Dans le second livre des chroniques sont mentionnés des échanges commerciaux par navire avec Tarsis 2Ch 9,21, et la construction de navires à cette fin (2Ch 30,36).
- Premier Livre des Rois : sont mentionnés les navires de Tarsis (1R 10,22, 1R 22,48)
- Dans le livre d'Ézéchiel, il est fait référence deux fois à des échanges commerciaux avec Tarsis : Ez 27,12, Ez 38,13.
- Le Psaume 72 (71) fait référence aux rois de Tarsis (Ps 72,10)
- Le Psaume 48 (47) mentionne les navires de Tarsis (Ps 48,7)
- Trois mentions dans le Livre d'Isaïe, où Tarsis est un lieu d'exil possible (Es 23,6, Es 10,9), et où Tarsis est appelé à cultiver la terre (Es 23,10).
- Livre de Jérémie, (Jl 10,9), est mentionné de l'argent venant de Tarsis.
- Dans le Livre de Jonas, Jonas refuse l'appel de Dieu et tente de fuir à Tarsis  (Jn 1,3) puis le regrette  (Jn 4,2).

### Un minéral désigné comme Tarsis
- Deux mentions dans l'Exode, Ex 28,20 et Ex 39,13, le mot désigne ici une pierre.
- Livre de Daniel,  Da 10,6, un homme apparait dont le corps semble fait de Tarsis.
- Cantique des cantiques Ct 5,14, mentionné comme une pierre précieuse.
- livre d'Ézéchiel, Ez 1,16

### Un homme portant le nom Tarsis
- Génèse Gn 10,4, où un ancêtre appelé Tarsis apparait dans la liste des descendants de Noé.
- Dans le premier livre des chroniques, Tarsis cité comme fils de Bilhan, fils de Jédiaël
- Dans le Livre d'Esther, est mentionné un homme portant ce nom (Ps 1,4).

## Identifications proposées

### Historiquement
La bible des Septante, traduction antique en grec, assimile Tarshish (dans les passages d'Isaïe et Ezechiel) à Carthage, tandis qu'une lettre de Jérôme de Stridon semble avancer une localisation en Inde